# بجارية
أكلة البَجَّارية أو ثرود الروس من الأكلات الشعبية والتقليدية التي تمتاز بها مدينة دير الزور، وتقدم عادةً في المناسبات والأعراس وقد سميت بالبجارية نسبة إلى قبيلة البقارة التي إشتهرت بطبخها وتقديمها لضيوفها.

## مكوناتها
البجارية عبارة عن خروف مقطع مطبوخ بالسمن فقط ويوضع بعد طهوه على عدد من أرغفة خبز التنور أو الصاج الذي يتم تقطيعه ووضعه في المناسف ويوضع إلى جانب الطبق بعض البصل الأخضر والفجل كنوع من أنواع الزينة.

## طريقة التحضير
يغسل اللحم بالماء قبل طهوه ثم يوضع في قدر كبير على حسب كمية اللحم، ثم يضاف إليه الماء مع إضافة البصل والملح وورق الغار والفلفل الأحمر والقرنفل والقرفة لإضفاء نكهة خاصة للطعام، وبعد أن يجهز يتم سكبه في المناسف التي يوضع فيها خبز تنور.

## انظر ايضًا
- قبيلة البقارة (البكارة)
- القورمة
- الكشك
- فورة (طعام)
- المخلمة
- الجلفراي
- الشكشوكة